# Гончаровка (Приморский край)
Гончаро́вка — село в Красноармейском районе Приморского края. Входит в состав Лукьяновского сельского поселения.

## География
Село Гончаровка стоит на левом берегу реки Большая Уссурка.
Село Гончаровка расположено на автодороге, идущей на восток от Дальнереченска и от автотрассы «Уссури» через сёла Речное и Звенигородку Дальнереченского района и через сёла Гоголевка, Вербовка и Лукьяновка Красноармейского района.
На восток от села Гончаровка дорога идёт к районному центру Новопокровка.
Расстояние до Дальнереченска (на запад) около 54 км, расстояние до Новопокровки (на юго-восток) около 16 км.

## Население
| 1915 | 2002 | 2010 |
| ---- | ---- | ---- |
| 928  | ↘339 | ↘262 |

## Улицы
| - ул. Зелёная, - ул. Очеченко, - ул. Партизанская, - ул. Полевая, | - ул. Полтавская, - ул. С. Коваля, - ул. Сплавная, - ул. Харьковская. |

## Экономика
Жители занимаются сельским хозяйством.